# Lido
Pour les articles homonymes, voir Lido (homonymie).

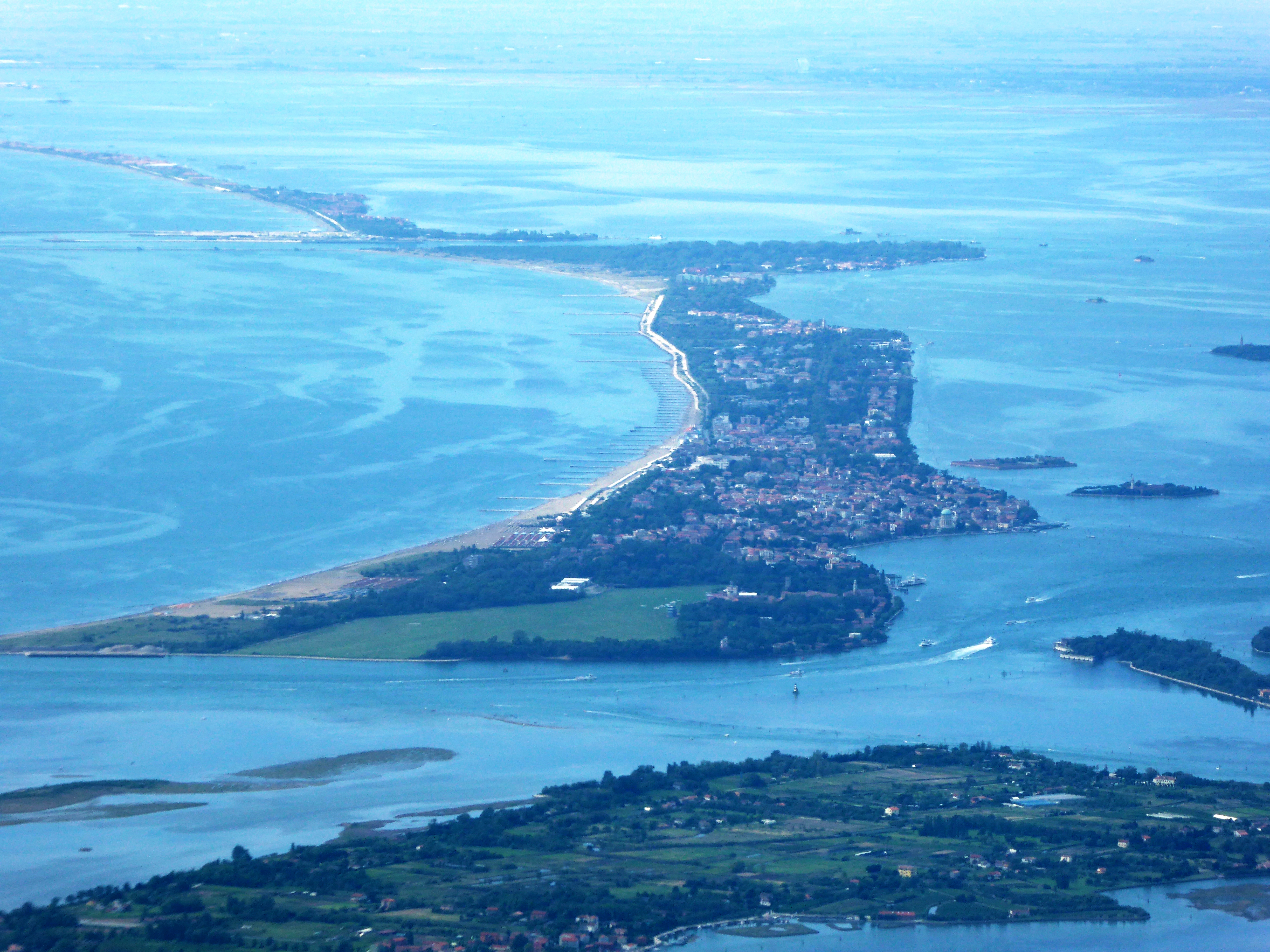
Vue aérienne du Lido de Venise depuis le nord. La mer Adriatique est à gauche du cordon littoral, la lagune avec la ville de Venise (hors cadre) à droite.

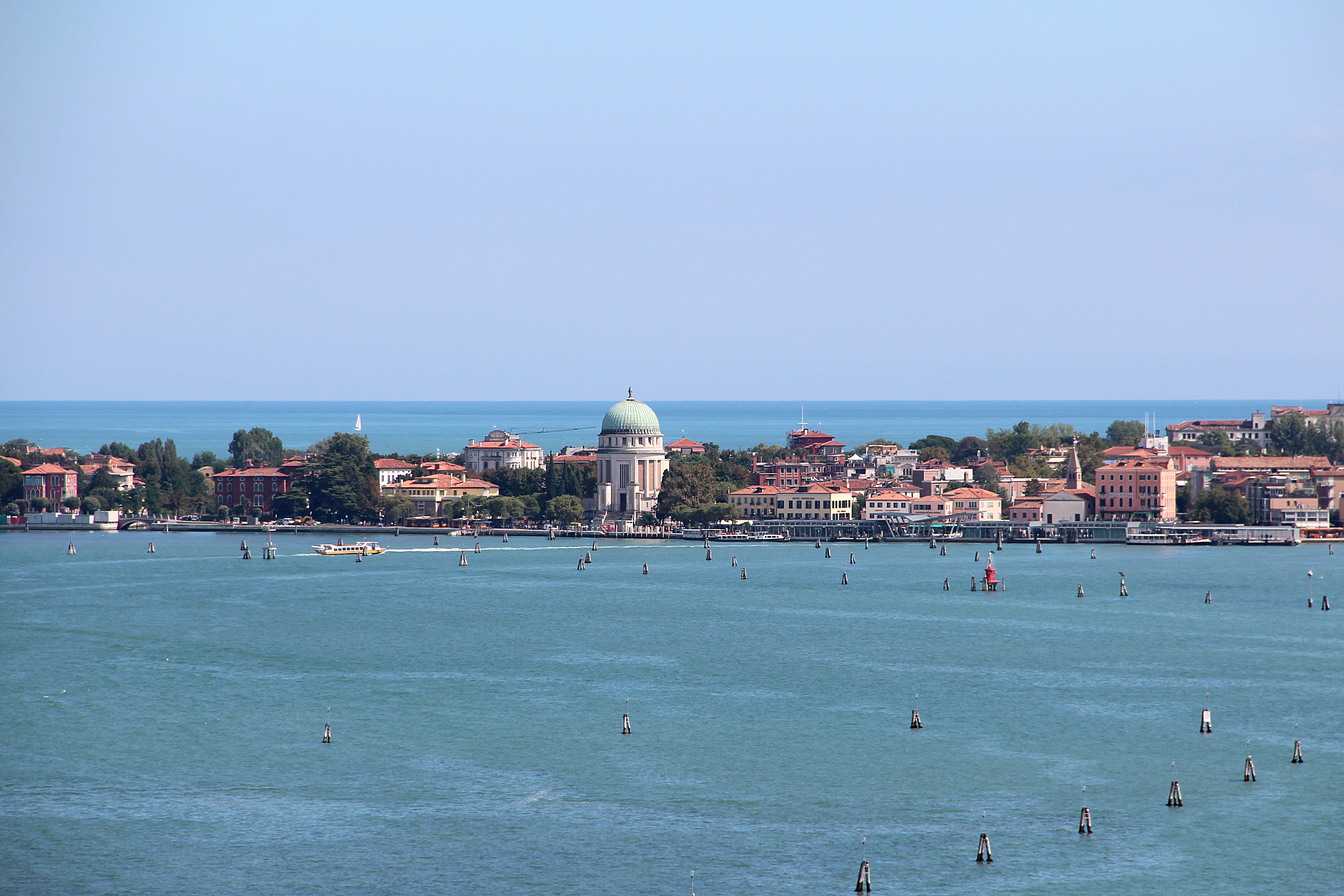
L'Île du Lido dans la Lagune de Venise et le Golfe de Venise.

Un lido, au pluriel lidos, est un cordon littoral plus ou moins large, peu élevé, isolant une lagune (dénommée étangs en Mer Méditerranée et liman en Mer Noire). Le terme, principalement utilisé en Italie et parfois dans l'espace méditerranéen, provient du plus célèbre d'entre eux, celui de Venise qui ferme la lagune du même nom.
Par métonymie en Italie, un lido est aussi une plage de sable généralement équipée d'établissements balnéaires, et plus généralement une côte caractérisée par une accumulation de sédiments meubles fermant une lagune, facteur favorable à des implantations balnéaires qui nécessitent peu de grands terrassements et à un aménagement touristique linéaire et relativement étroit, comme celui des rivieras.
Associé à une frazione ou à un quartier, il devient un toponyme tel le Lido d'Ostie, le Lido de Camaiore, les Lidi di Comacchio ou Catanzaro Lido, le quartier balnéaire de la ville de Catanzaro, en Calabre.
En France, le lido de la Marana ferme l'étang de Biguglia en Corse, et à l'image des stations balnéaires italiennes, le Lido est un quartier côtier de la station balnéaire du Barcarès dans les Pyrénées-Orientales.